# Manuel Alberti
Manuel Maximiliano Alberti (Buenos Aires, 28 de mayo de 1763-31 de enero de 1811) fue un sacerdote de Buenos Aires, en los tiempos en que la actual capital argentina pertenecía al Virreinato del Río de la Plata. Formó parte de la Primera Junta que reemplazó a las autoridades españolas tras la Revolución de Mayo.

## Biografía
Manuel Alberti nació en Buenos Aires el 28 de mayo de 1763, sus padres eran Antonio Alberti Fulle, italiano natural del municipio de Garessio, Garrezzi o Guerrechi (región del Piamonte)[cita requerida] y la porteña Juana Agustina Marín Pérez de Velasco, quienes donaron en 1795 a la parroquia Inmaculada Concepción, el solar de las calles Estados Unidos, Lima, Salta e Independencia a María Antonia de Paz y Figueroa (Beata María Antonia de San José o Mama Antula) para la construcción de la Santa Casa de Ejercicios Espirituales San Ignacio de Loyola.  

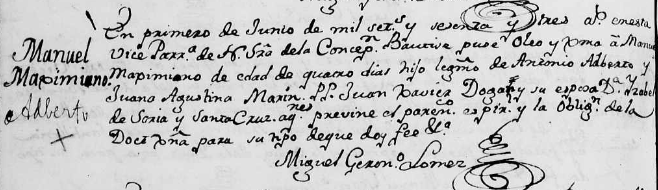
Copia de acta bautismal. Ciudad de Buenos Aires. Parroquia Inmaculada Concepción.Bautismos 1737-1770. Foja 122

Estudió teología en la Universidad de Córdoba, no bien terminados sus estudios iniciales en el Real Colegio de San Carlos (Manzana de las Luces), obteniendo el doctorado en teología y cánones el 16 de julio de 1785. Fue ordenado sacerdote el año siguiente y destinado a la parroquia de la Concepción o parroquia de la Inmaculada Concepción (Av. Independecia 910, Constitución) la misma en donde había sido bautizado.  
Fue teniente cura de la ciudad de Concepción del Uruguay durante unos tres años, y en 1790 se lo nombró cura y vicario interino del partido de la Magdalena. Dirigió la Casa de Ejercicios Espirituales de Buenos Aires, en donde fue considerado un eclesiástico «bien puesto, desinteresado, caritativo» por sus superiores, en aquel solar paterno donado por sus padres a la Iglesia.»  
Se lo designó como cura párroco de Maldonado, en la Banda Oriental oficiando más de doscientas celebraciones. Fue encarcelado durante las Invasiones Inglesas, acusado de mantener contacto epistolar con jefes de las tropas españolas. Fue liberado por los ejércitos patriotas tras la derrota inglesa, tras lo cual volvió a sus funciones. 
Volvió a Buenos Aires en 1808 y se hizo cargo de la recién creada parroquia de San Benito de Palermo. En 1810 adhirió a los movimientos que desembocaron en la Revolución de Mayo. Participó en el Cabildo Abierto del 22 de mayo, donde votó por el inmediato cese en sus funciones del virrey Baltasar Hidalgo de Cisneros.
Fue elegido vocal de la Primera Junta, se presume que como miembro del partido de su presidente, Cornelio Saavedra. No obstante, apoyó a Mariano Moreno y sus propuestas reformistas. Debido a su carácter sacerdotal, votó en contra del fusilamiento de Santiago de Liniers ―posterior a su captura tras la sofocación de la Contrarrevolución de Córdoba― dispuesto por la Primera Junta. El fusilamiento fue impulsado por el sector morenista y firmado por todos los componentes de la Junta excepto Alberti.
Fue también redactor de la Gazeta de Buenos Ayres, incluso tras el alejamiento de Moreno de la publicación. Desde allí respaldó todas las medidas de la Junta, a excepción del fusilamiento de Liniers. 
Alberti votó ―como todos los vocales de la Junta― a favor de la incorporación de los diputados del interior, lo cual llevó a la transformación de la Primera Junta en la Junta Grande. En dicha votación se distanció de Moreno, quien se opuso a dicha incorporación. Aun así, aclaró que apoyaba la propuesta sólo por conveniencia política. 
El 31 de enero de 1811 (13 días después del retiro de Mariano Moreno), tuvo una violenta discusión con el deán Funes en los patios del Cabildo. Al salir, tuvo un repentino síncope cardíaco que le causó la muerte. Fue el primer miembro de la Junta en morir.

## Conmemoración

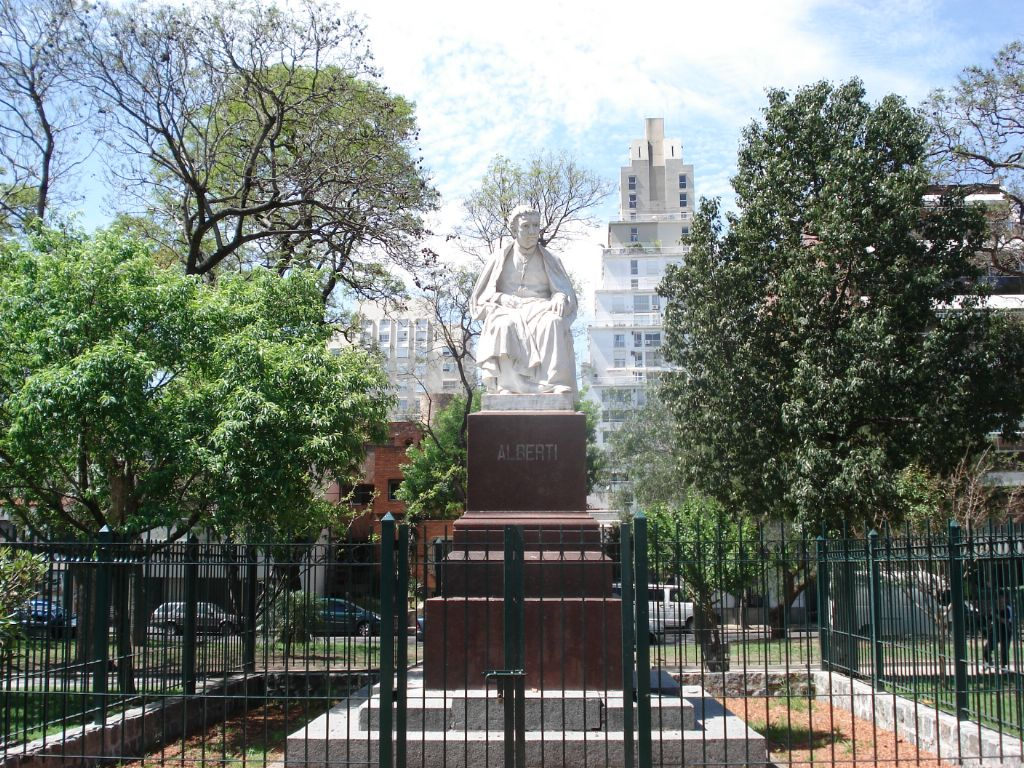
Estatua de Manuel Alberti en la plaza homónima, en Buenos Aires.

Nada se sabe del destino de su cuerpo, salvo que había sido enterrado en el primer edificio que tuvo la iglesia de San Nicolás, que se hallaba en el sitio que actualmente ocupa el Obelisco de Buenos Aires, y que fue demolida y trasladados su elementos y restos a su actual ubicación en la avenida Santa Fe 1352, en 1936, para construir la avenida 9 de Julio.
En 1822, el gobierno de la ciudad de Buenos Aires dispuso ponerle su nombre a una calle de la ciudad, mientras que en junio de 1910 se esculpió una estatua en su homenaje en las barrancas de Belgrano. 
La localidad de Manuel Alberti, de la provincia de Buenos Aires, también está nombrada en su homenaje. Allí, el 13 de julio de 2018 se inauguró un monolito a la memoria del presbítero en la plaza Libertador San Martín, que contiene tierra del lugar donde estuvo sepultado hasta 1936 (actual Obelisco porteño) tras una excavación realizada por el periodista, escritor, historiador y conductor de TV José Cuello con el permiso del gobierno de la Ciudad de Buenos Aires. El monolito fue declarado de interés municipal con el expediente número 4089-007423/2018 Resolución 1182-18 del partido del Pilar.